# Bouchardy
Bouchardy est le nom de famille porté par plusieurs artiste peintres français au milieu du XIXe siècle et en particulier de deux portraitistes miniaturistes.

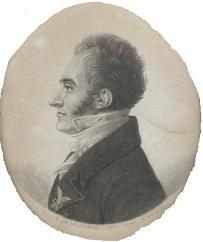
Physionotrace par Bouchardy père

- Bouchardy père dont le prénom pourrait être Étienne, né à Lyon sur lequel on sait peu de choses, actif de 1808 jusqu'en 1840. En 1811, il succède à Gilles-Louis Chrétien, inventeur du physionotrace, au Palais-Royal 82 où il continue à exploiter le procédé pour réaliser des « profils » qu'il colorie ensuite. Il expose en 1819 au Salon plusieurs portraits au physionotrace. À côté de cette activité, il réalise des miniatures sur ivoire[1]. Bouchardy réalise, entre autres, le portrait en miniature du prince Louis-Joseph de Bourbon, prince de Condé (1736-1818)[2]. Il est signalé par L'Almanach de 25 000 adresses parisiennes jusqu'en 1840 comme «peintre en miniature» au Palais-Royal,galerie de Valois, n°116.
- Étienne Bouchardy (1797 Paris - 13 avril 1850) mentionné comme le fils du précédent. Il est un élève de Gros et Sicardi[3] et répertorié comme peintre de portrait au 15, rue des Moulins. Il travaille de façon plus large et moins précise que son père mais l'expression de ses sujets est plus vivante. Il expose en 1819, 1822, 1824 et 1824. Une vente a lieu le 15 mai 1850 à son studio, 8, place Vendôme.
- Pauline Bouchardy, sa sœur, elle avait exposé des pastels aux Salons de 1834, 1835 et 1837. Le sculpteur Jean du Seigneur en fit le médaillon en décembre 1832
- Joseph Bouchardy graveur reconnu pour la qualité de ses manière noire et auteur dramatique, probablement leur frère.Sépulture de la famille Bouchardy, des artistes au cimetière de Montmartre.

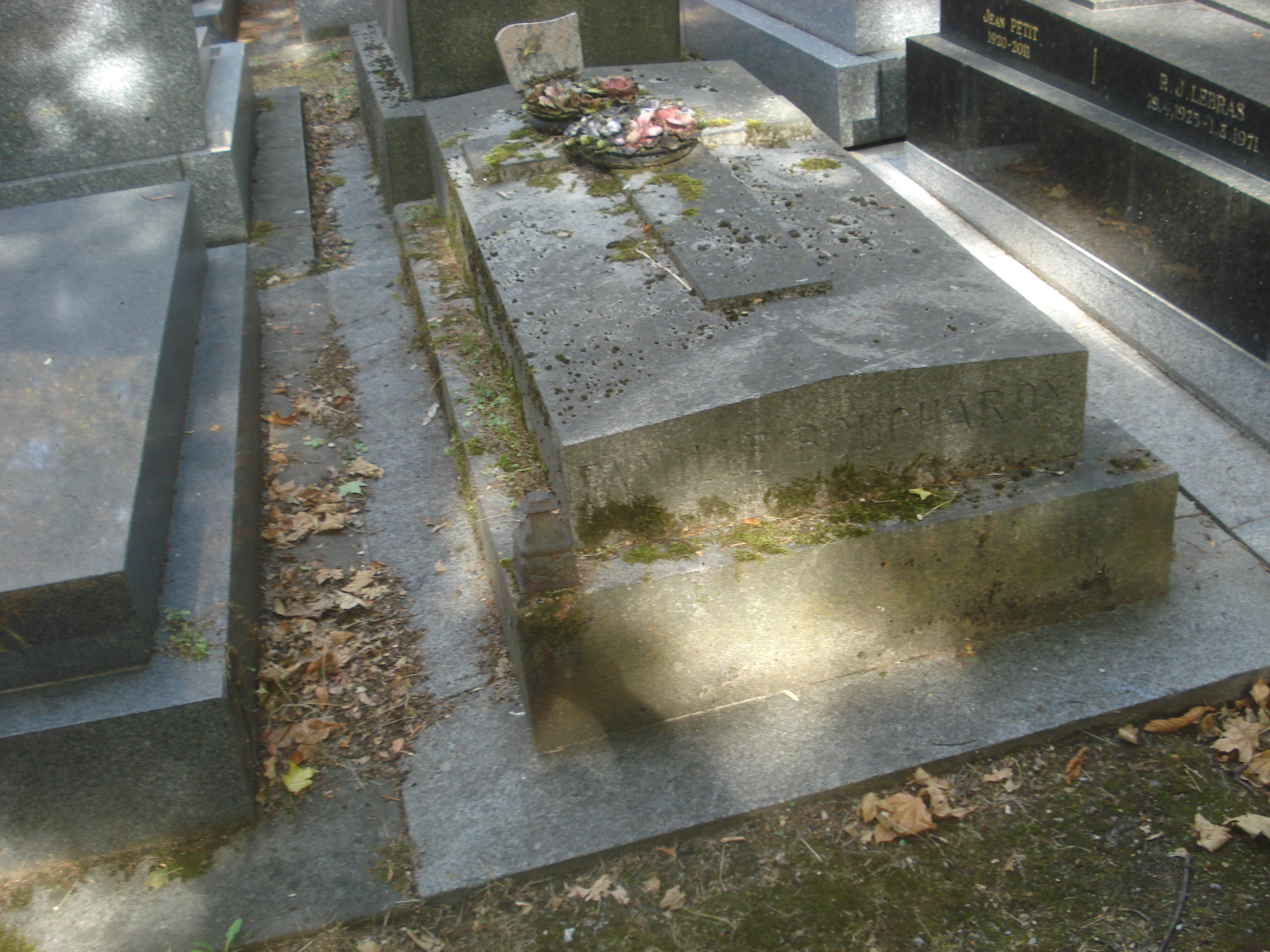
Sépulture de la famille Bouchardy, des artistes au cimetière de Montmartre.